# Emily Robinson (rugby à XV, 2000)
Pour l'actrice, voir Emily Robinson.
Pour la joueuse australienne de rugby, voir Emily Robinson (rugby à XV, 1993).
Pour les articles homonymes, voir Robinson.
Pas d'image ? Cliquez ici

a Compétitions nationales et continentales officielles uniquement.

b Matchs officiels uniquement.
Dernière mise à jour le 23 mars 2025.
Emily Robinson, née le 22 juin 2000 à Brighton and Hove (Angleterre), est une joueuse internationale anglaise de rugby à XV évoluant au poste de deuxième ligne.
Sa sœur cadette, Flo Robinson, est également une joueuse de rugby à XV.

## Biographie
Emily Robinson naît le 22 juin 2000 à Brighton and Hove en Angleterre.
En 2023, elle joue pour le club des Harlequins. Elle n'a encore aucune sélection en équipe d'Angleterre quand elle est retenue pour disputer le Tournoi des Six Nations 2023.
Durant l'été 2024, elle quitte les Harlequins et rejoint les Exeter Chiefs en compagnie de sa sœur cadette Flo.